# Лясково (Ходзезький повіт)
Лясково (пол. Laskowo, нім. Seefeld) — село в Польщі, у гміні Шамоцин Ходзезького повіту Великопольського воєводства.
Населення — 342 особи (2011).
У 1975-1998 роках село належало до Пільського воєводства.

## Демографія
Демографічна структура станом на 31 березня 2011 року:
|          | Загалом | Допрацездатний вік | Працездатний вік | Постпрацездатний вік |
| -------- | ------- | ------------------ | ---------------- | -------------------- |
| Чоловіки | 172     | 51                 | 115              | 6                    |
| Жінки    | 170     | 39                 | 108              | 23                   |
| Разом    | 342     | 90                 | 223              | 29                   |